# Stereopalpus carolinensis
Stereopalpus carolinensis är en skalbaggsart som beskrevs av Abdullah 1965. Stereopalpus carolinensis ingår i släktet Stereopalpus och familjen kvickbaggar. Inga underarter finns listade i Catalogue of Life.